# Lucía Villalón
Lucía Villalón Puras (Santander, 22 de agosto de 1988) es una periodista y presentadora de televisión española.

## Trayectoria profesional
Nacida en Santander (Cantabria, España), Lucía Villalón estudió simultáneamente las carreras de Derecho y Periodismo en la Universidad CEU San Pablo de Madrid. Ha trabajado previamente como redactora en La 1, como columnista y presentadora ocasional en Televisión Española y Antena 3, y como presentadora para Real Madrid TV. Desde 2015 cubrió como reportera el Campeonato Mundial de Fórmula 1 para la cadena Antena 3.
En agosto de 2018 se anuncia su marcha a Miami como periodista de Univision Televisión para finalizar en TUDN en octubre de 2019.
En octubre de 2019 se anuncia su regreso a España como periodista de DAZN.

## Participación en medios
- La 1
- Televisión Española
- Antena 3
- Real Madrid TV
- Bein Sports
- Univision Deportes Network (Hoy TUDN)
- DAZN

## Vida privada
En 2021 comienza una relación con el futbolista del Levante UD, Gonzalo Melero. En marzo de 2022 anunciaron que iban a ser padres. El 29 de agosto de 2022 nació su primer hijo, Diego Melero Villalón. En abril de 2024 anunciaron que iban a ser padres por segunda vez.